# ألكسندر بانوف
ألكسندر بانوف (13 يناير 1946 - ) هو لاعب كرة يد الاتحاد السوفيتي (وحمل سابقاً جنسية الاتحاد السوفيتي). شارك في الألعاب الأولمبية الصيفية 1972.

## وصلات خارجية
- ألكسندر بانوف على موقع أوليمبيديا (الإنجليزية)